# Stack Bay
Die Stack Bay (englisch für Brandungspfeilerbucht) ist eine Bucht an der Küste des ostantarktischen Enderbylands. Sie liegt zwischen dem West Stack und dem Hoseason-Gletscher.
Norwegische Kartographen kartierten sie anhand von Luftaufnahmen der Lars-Christensen-Expedition 1936/37 und benannten sie in Anlehnung an den benachbarten Brandungspfeiler West Stack als Skotvika. Im weiteren Verlauf setzte sich die ins Englisch übertragene Form der Benennung durch.